# Rashōmon (cuento)
Rashōmon (羅生門?) es un cuento del escritor japonés Ryūnosuke Akutagawa inspirado en las historias de Konjaku Monogatarishū. La historia se publicó por primera vez en 1915 cuando el autor tenía veintitrés años, en la revista Teikoku Bungaku (Literatura imperial), fundada por estudiantes de la Universidad Imperial de Tokio.

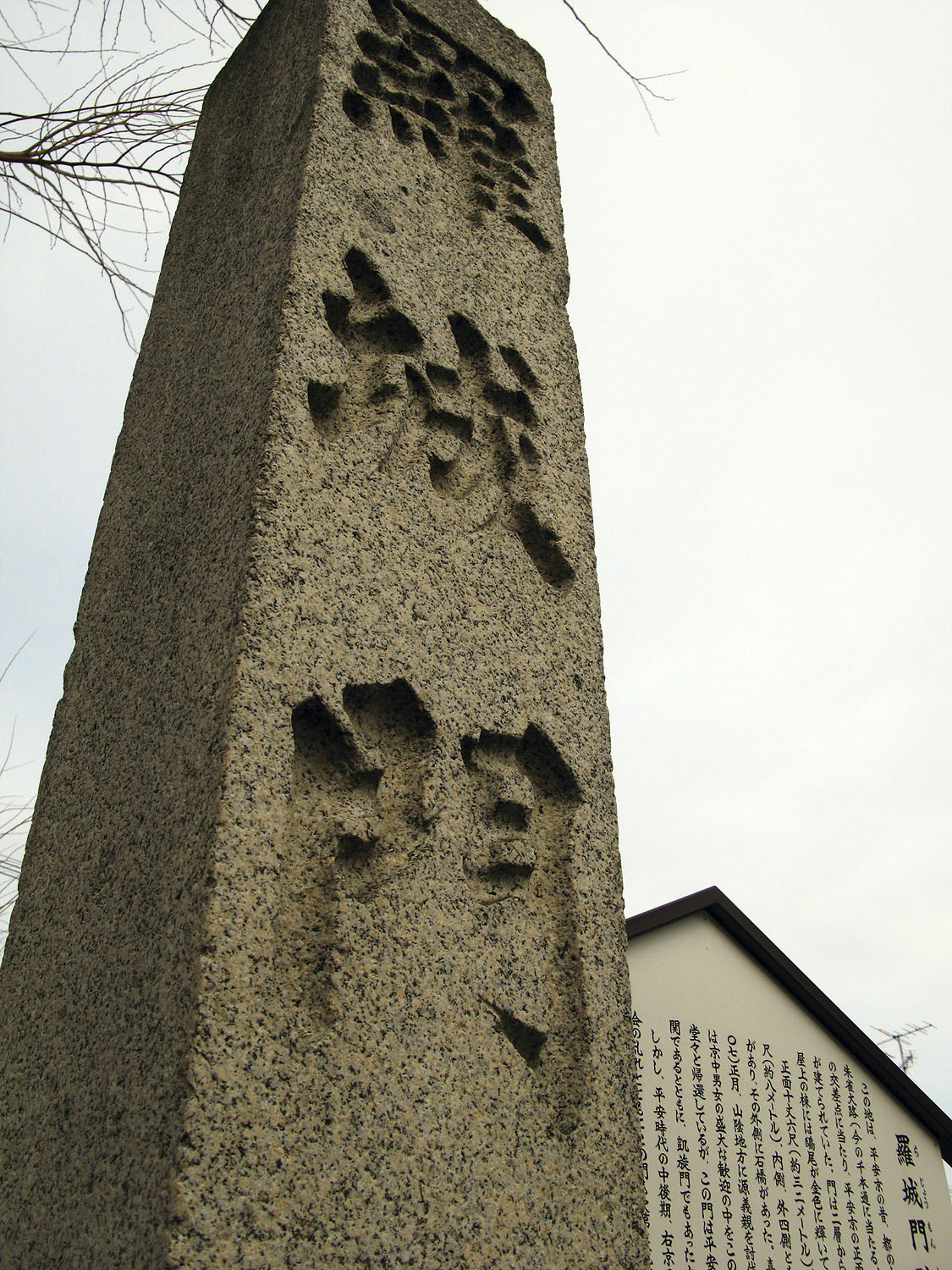
Sitio donde se erigió la puerta de Rashōmon.

El cuento toma su título de la puerta de Rashōmon, la más grande de las dos puertas de la ciudad japonesa de Kioto durante la era Heian, la cual a su vez fue nombrada por la obra de teatro nō de 1420, Rashōmon.

## Argumento
La historia narra el encuentro entre un sirviente y una anciana en la destartalada Rashōmon, la puerta sur de la entonces arruinada ciudad de Kioto, donde a veces se arrojaban los cadáveres no reclamados.
El hombre, un humilde sirviente recientemente despedido, está contemplando la decisión entre de morir de hambre o convertirse en ladrón para sobrevivir en los tiempos yermos. Cuando sube las escaleras, luego de notar la luz de una chimenea allí encendida, se encuentra con una vieja mujer, quien está robando el pelo de los cadáveres en el segundo piso. El hombre se asquea por la situación y decide que preferiría tomar el camino de la justicia, incluso si eso significa sucumbir a la inanición. Tal es su furia en contra de la mujer.
Sin embargo la anciana le dice que sólo roba el pelo para hacer pelucas, y así poder sobrevivir. Además la mujer, de cuyo cuerpo está robando el cabello, engañó a personas en su vida al venderles carne de serpiente haciéndoles creer que era pescado. La anciana dice que aquello no fue una mala acción pues le permitió a la mujer sobrevivir, y por lo tanto, esto le da derecho a robarle a la persona muerta, porque si no lo hace, ella también se morirá de hambre. El hombre responde: "Y bien, no me guardarás rencor si te robo, ¿verdad? Si no lo hago, también yo me moriré de hambre". Así, brutalmente le roba a la mujer su ropa dejándola desnuda y desaparece en la noche.

## Cultura popular
La película de Akira Kurosawa, Rashōmon, toma elementos del cuento tales el nombre y parte de su ambientación y secuencias, por ejemplo el robo de un kimono y la discusión sobre la ambigüedad moral de los que roban para sobrevivir. La trama central de la película se basa en cuento de 1922 del mismo autor En el bosque.
El cuento juega un papel en la película de 1999 Ghost Dog: The Way of the Samurai, dirigida por Jim Jarmusch.
La historia es la inspiración para una canción de rock instrumental del mismo nombre compuesta por el guitarrista instrumental japonés Takeshi Terauchi y originalmente interpretada por el grupo de rock instrumental japonés Takeshi Terauchi & Blue Jeans en su álbum de 1972, Rashōmon.
El manga Bungo Stray Dogs presenta un personaje llamado Akutagawa con fuertes reverencias a Rashōmon.